# Реновація
Реновація:
1. Економічний процес оновлення елементів основних виробничих фондів, засобів виробництва (машин, обладнання, інструменту), що вибувають внаслідок фізичного (матеріального) спрацьовування та техніко-економічного старіння за рахунок коштів амортизаційного фонду.
2. Відновлення структури і вигляду пошкоджених історичних містобудівних споруд, фасадів та інтер'єрів морально і матеріально застарілих будівель.